# (20700) 1999 VG145
(20700) 1999 VG145 est un astéroïde de la ceinture principale d'astéroïdes de 3,577 km de diamètre découvert en 1999.

## Description
(20700) 1999 VG145 a été découvert le 8 novembre 1999 à l'observatoire Magdalena Ridge, situé dans le comté de Socorro, au Nouveau-Mexique (États-Unis), par le projet Lincoln Near-Earth Asteroid Research (LINEAR).

### Caractéristiques orbitales
L'orbite de cet astéroïde est caractérisée par un demi-grand axe de 2,54 UA, un périhélie de 2,24 UA, une excentricité de 0,12 et une inclinaison de 15,39° par rapport à l'écliptique. Du fait de ces caractéristiques, à savoir un demi-grand axe compris entre 2 et 3,2 UA et un périhélie supérieur à 1,666 UA, il est classé, selon la JPL Small-Body Database, comme objet de la ceinture principale d'astéroïdes.

### Caractéristiques physiques
(20700) 1999 VG145 a une magnitude absolue (H) de 14,3 et un albédo estimé à 0,288, ce qui permet de calculer un diamètre de 3,577 km. Ces résultats ont été obtenus grâce aux observations du Wide-Field Infrared Survey Explorer (WISE), un télescope spatial américain mis en orbite en 2009 et observant l'ensemble du ciel dans l'infrarouge, et publiés en 2011 dans un article présentant les premiers résultats concernant les astéroïdes de la ceinture principale.